# Eothenomys olitor
Eothenomys olitor је врста волухарице.

## Распрострањење
Ареал врсте је ограничен на једну државу. Кина је једино познато природно станиште врсте.

## Станиште
Станиште врсте су шуме. Врста је по висини распрострањена од 1.800 до 3.350 метара надморске висине.

## Угроженост
Ова врста је наведена као последња брига, јер има широко распрострањење и честа је врста.